# Michelle Bremer
Michelle Bremer (* 29. Juli 1983 als Michelle McPherson) in Mount Maunganui ist eine ehemalige Triathletin aus Neuseeland und zweifache Ironman-Siegerin (2011, 2015). Sie wird in der Bestenliste neuseeländischer Triathletinnen auf der Ironman-Distanz geführt.

## Werdegang
Michelle McPherson startete 2007 bei ihrem ersten Triathlon. Seit Dezember 2009 ist sie verheiratet mit Clay Bremer und startet als Michelle Bremer.

### Ironman-Siegerin 2011
Seit 2011 startet sie als Profi-Athletin. Im Dezember 2011 konnte sie bei gleich ihrem ersten Start auf der Ironman-Distanz den Ironman Western Australia (3,86 km Schwimmen, 180,2 km Radfahren und 42,195 km Laufen) gewinnen.
Sie wurde 2012 und 2013 trainiert von Siri Lindley und dann bis 2016 von Ryan Williams.
Im August 2017 wurde die 34-Jährige Mutter eines Sohnes und legte eine Mutterschaftspause ein.
Seit 2017 tritt sie nicht mehr international in Erscheinung.

## Sportliche Erfolge
| Datum/Jahr    | Rang | Wettbewerb            | Austragungsort | Zeit     | Bemerkung                             |
| ------------- | ---- | --------------------- | -------------- | -------- | ------------------------------------- |
| 19. Jan. 2014 | 4    | Ironman 70.3 Auckland | Auckland       | 04:28:59 | hinter der Siegerin Catriona Morrison |

| Datum/Jahr    | Rang | Wettbewerb                | Austragungsort | Zeit     | Bemerkung                                    |
| ------------- | ---- | ------------------------- | -------------- | -------- | -------------------------------------------- |
| 12. Juni 2016 | 4    | Ironman Cairns            | Cairns         | 09:25:44 |                                              |
| 1. Mai 2016   | 2    | Ironman Australia         | Port Macquarie | 09:13:33 | persönliche Bestzeit auf der Ironman-Distanz |
| 5. März 2016  | 6    | Ironman New Zealand       | Taupō          | 09:15:43 |                                              |
| 14. Juni 2015 | 3    | Ironman Cairns            | Cairns         | 09:35:32 |                                              |
| 3. Mai 2015   | 1    | Ironman Australia         | Port Macquarie | 09:38:23 | zweiter Ironman-Sieg                         |
| 22. Feb. 2015 | 3    | Challenge Wanaka          | Wanaka         |          |                                              |
| 1. März 2014  | 5    | Ironman New Zealand       | Taupō          | 09:45:34 |                                              |
| 8. Dez. 2013  | 5    | Ironman Western Australia | Busselton      | 09:25:58 |                                              |
| 11. Aug. 2012 | 6    | Ironman New York          | New York City  | 09:36:11 |                                              |
| 4. Dez. 2011  | 1    | Ironman Western Australia | Busselton      | 09:25:38 | erster Start auf der Ironman-Distanz         |

(DNF – Did Not Finish)